# Geranomyia fimbriacosta
Geranomyia fimbriacosta is een tweevleugelige uit de familie steltmuggen (Limoniidae). De soort komt voor in het Afrotropisch gebied.